# Luchthaven Kazan
Luchthaven Kazan (Russisch: Международный аэропорт Казань, Mezjdoenarodny Aeroport Kazan) is een luchthaven 26 kilometer ten zuiden van de stad Kazan in de Russische autonome republiek Tatarije. In 2009 reisden 675.700 passagiers via de luchthaven. Het is de thuisbasis van Tatarstan Airlines.

## Bereikbaarheid
Luchthaven Kazan is vanuit het centrum van Kazan bereikbaar per buslijn 97. Tevens verbindt deze buslijn de luchthaven met het  metronet van Kazan.